# Perspektivisme
Perspektivisme er  i filosofi en form for relativisme. Begrebet perspektiv benyttes i filosofien næsten altid synonymt med synsvinkel, synsmåde eller aspekt.
Perspektivismen hos Nietzsche, José Ortega y Gasset m.fl. hævder, at ethvert menneske vil anlægge sit personlige perspektiv på virkeligheden. Herfra slutter man til, at så er al erkendelse og alle værdier perspektivistiske, dvs. at perspektivismen er en form for relativisme.
| filosofi | Spire Denne filosofiartikel er en spire som bør udbygges. Du er velkommen til at hjælpe Wikipedia ved at udvide den. |